# Panamericansaurus
Panamericansaurus („Panamerický ještěr“; pocta společnosti Pan American Energy, financující výzkum) byl rod býložravého dinosaura z infrařádu Sauropoda, žijícího na území dnešní Argentiny v období svrchní křídy.

## Popis
Panamericansaurus dosahoval délky kolem 11 metrů (kost pažní měří na délku 123 cm) a hmotnosti několika tun. Žil v době před 84 až 66 milióny let na území dnešní Argentiny (provincie Neuquén). Fosilie byly objeveny v souvrství Allen v roce 2003 (holotyp MUCPv-417) a formálně popsány v roce 2010 paleontology J. O. Calvem a J. D. Porfirim jako typový druh P. schroederi. Blízkým příbuzným tohoto druhu byly rody Aeolosaurus a Gondwanatitan.